# Scottish Cup 1879-80
Scottish Football Association Challenge Cup 1879-80 var den syvende udgave af Scottish Football Association Challenge Cup, nutildags bedre kendt som Scottish Cup. De første kampe blev spillet den 6. september 1879, og finalen blev afviklet den 21. februar 1880, hvor Queen's Park FC vandt 3-0 over Thornliebank FC og dermed sikrede sig sin fjerde triumf i Scottish Cup.

## Resultater

### Første runde
| Dato  | Kamp                                       | Res. |
| ----- | ------------------------------------------ | ---- |
| 6.9.  | 19 Lanark RV – Wellpark FC                 | w.o. |
| 6.9.  | Ailsa FC – Burnside FC                     | w.o. |
| 6.9.  | Athol FC – Blythswood FC                   | w.o. |
| 6.9.  | Beith FC – Kilbirnie FC                    | 2–2  |
| 6.9.  | Cambuslang FC – Uddingston FC              | w.o. |
| 6.9.  | Clyde F.C. – 1st Lanark RV                 | w.o. |
| 6.9.  | Cumnock FC – Irvine FC                     | w.o. |
| 6.9.  | Dumbarton FC – Vale of Leven FC            | 4–3  |
| 6.9.  | Harmonic FC – Stonefield FC                | w.o. |
| 6.9.  | Havelock FC – 4th Renfrew RV               | w.o. |
| 6.9.  | Heart of Midlothian FC – 3rd Edinburgh RV  | w.o. |
| 6.9.  | John Elder FC – Derby FC                   | w.o. |
| 6.9.  | Johnstone Athletic FC – Port Glasgow FC    | w.o. |
| 6.9.  | Kilmarnock FC – Ayr Academinals FC         | w.o. |
| 6.9.  | Lennox FC – Renton Thistle FC              | w.o. |
| 6.9.  | Maybole Carrick FC – Girvan FC             | w.o. |
| 6.9.  | Newmilns FC – Avondale FC                  | w.o. |
| 6.9.  | Parkgrove FC – Clydesdale FC               | w.o. |
| 6.9.  | Portland FC – Lanemark FC                  | w.o. |
| 6.9.  | Possil Bluebell FC – Telegraphists FC      | w.o. |
| 6.9.  | Queen of the South Wanderers FC – Annan FC | w.o. |
| 6.9.  | Renfrew Ramblers FC – 23rd Renfrew RV      | w.o. |
| 6.9.  | Rosslyn FC – Blackfriars FC                | w.o. |
| 6.9.  | South Western FC – Whiteinch FC            | w.o. |
| 6.9.  | Third Lanark RV – Union FC                 | w.o. |
| 6.9.  | Upper Clydesdale FC – Mount Vernon FC      | w.o. |
| 6.9.  | Vale of Teith FC – Clifton FC              | w.o. |
| 20.9. | 17th Renfrew RV – Levern FC                | 4–1  |
| 20.9. | Airdrie FC – East Kilbride FC              | 1–0  |
| 20.9. | Alexandria Athletic FC – Albatross FC      | 4–0  |
| 20.9. | Arbroath FC – Our Boys FC                  | 5–1  |
| 20.9. | Arthurlie FC – Busby FC                    | 3–0  |
| 20.9. | Ayr FC – Kilmarnock Athletic FC            | 0–6  |
| 20.9. | Barrhead Rangers FC – Renfrew FC           | 0–5  |
| 20.9. | Brunswick FC – Edinburgh Swifts FC         | 5–0  |
| 20.9. | Campsie Glen FC – Milngavie Thistle FC     | 4–1  |
| 20.9. | Cartvale FC – Wellington Park FC           | 5–2  |

| Dato    | Kamp                                         | Res. |
| ------- | -------------------------------------------- | ---- |
| 20.9.   | Clarkston FC – Stonelaw FC                   | 2–1  |
| 20.9.   | Cree Rovers FC – Stranraer FC                | 0–2  |
| 20.9.   | Dunfermline FC – Edinburgh Thistle FC        | 2–0  |
| 20.9.   | Excelsior FC – Clydebank FC                  | 2–1  |
| 20.9.   | Falkirk FC – Bonnybridge Grasshoppers FC     | 4–2  |
| 20.9.   | Govan FC – Caledonian FC                     | 2–1  |
| 20.9.   | Hamilton Academicals FC – Glengowan FC       | 2–0  |
| 20.9.   | Helensburgh FC – Alcutha FC                  | 4–2  |
| 20.9.   | Hibernian FC – Hanover FC                    | 5–1  |
| 20.9.   | Hurlford FC – Catrine FC                     | 2–0  |
| 20.9.   | Jamestown FC – Star of Leven FC              | 2–1  |
| 20.9.   | Jordanhill FC – Kelvinbank FC                | 2–1  |
| 20.9.   | Kennishead FC – Glenkilloch FC               | 2–1  |
| 20.9.   | Ladywell FC – Auchinleck FC                  | 2–0  |
| 20.9.   | Mauchline FC – Dean FC                       | 3–1  |
| 20.9.   | Milton of Campsie FC – Kings Park FC         | 3–1  |
| 20.9.   | Netherlee FC – Morton FC                     | 0–0  |
| 20.9.   | Northern FC – Thistle FC                     | 3–0  |
| 20.9.   | Oxford FC – Pollokshields Athletic FC        | 2–2  |
| 20.9.   | Possilpark FC – City FC                      | 0–0  |
| 20.9.   | Rangers FC – Queen's Park FC                 | 0–0  |
| 20.9.   | Renton FC – Kilmarnock Thistle FC            | 2–2  |
| 20.9.   | Rob Roy FC – Coupar Angus FC                 | 2–1  |
| 20.9.   | Strathblane FC – Lenzie FC                   | 1–0  |
| 20.9.   | Thornliebank FC – Yoker FC                   | 4–0  |
| 27.9.   | Kirkintilloch Athletic FC – Star of Leven FC | 5–2  |
| 27.9.   | Partick FC – Petershill FC                   | 2–0  |
| 27.9.   | Shotts FC – Drumpellier FC                   | 2–1  |
| 27.9.   | Whitefield FC – Govanhill FC                 | 7–0  |
| Omkampe |                                              |      |
| 27.9.   | Kilbirnie FC – Beith FC                      | 2–2  |
| 27.9.   | Kilmarnock Thistle FC – Renton FC            | 0–8  |
| 27.9.   | Morton FC – Netherlee FC                     | 7–4  |
| 27.9.   | Pollokshields Athletic FC – Oxford FC        | 4–0  |
| 27.9.   | Possilpark FC – City FC                      | 3–1  |
| 27.9.   | Queen's Park FC – Rangers FC                 | 5–1  |
| 4.10.   | Campsie Glen FC – Milngavie Thistle FC       | 4–0  |

### Anden runde
| Dato   | Kamp                                          | Res.   |
| ------ | --------------------------------------------- | ------ |
| 11.10. | Alexandria Athletic FC – Harmonic FC          | 5–0    |
| 11.10. | Arthurlie FC – Morton FC                      | 8–3    |
| 11.10. | Barrhead Rangers FC – Renfrew Ramblers FC     | 2–1    |
| 11.10. | Cambuslang FC – Airdrie FC                    | 4–1    |
| 11.10. | Clyde F.C. – Govan FC                         | 2–1    |
| 11.10. | Cumnock FC – Tarbolton FC                     | w.o.   |
| 11.10. | Dumbarton FC – Helensburgh FC                 | 2–0    |
| 11.10. | Excelsior FC – Belshill FC                    | 2–1    |
| 11.10. | Hamilton Academicals FC – Upper Clydesdale FC | 3–0    |
| 11.10. | Hibernian FC – Dunfermline FC                 | 4–0    |
| 11.10. | John Elder FC – Jordanhill FC                 | 1–0    |
| 11.10. | Johnstone Athletic FC – Cartvale FC           | 6–0    |
| 11.10. | Kilmarnock Atheltic FC – Kilbirnie FC         | 1–1    |
| 11.10. | Kirkintilloch Athletic FC – Jamestown FC      | [0]0–1 |
| 11.10. | Ladywell FC – Stewarton FC                    | 6–1    |
| 11.10. | Mauchline FC – Kilmarnock FC                  | 6–2    |
| 11.10. | Maybole Carrick FC – Hurlford FC              | 1–8    |
| 11.10. | Milton of Campsie FC – Campsie Glen FC        | 0–4    |
| 11.10. | Northern FC – Whitefield FC                   | 3–1    |
| 11.10. | Partick FC – Havelock FC                      | 3–1    |
| 11.10. | Plains Bluebell FC – Newmilns FC              | 2–0    |
| 11.10. | Pollokshileds Athletic FC – Dennistoun FC     | 5–1    |

| Dato    | Kamp                                           | Res.   |
| ------- | ---------------------------------------------- | ------ |
| 11.10.  | Portland FC – Beith FC                         | 2–1    |
| 11.10.  | Possilpark FC – High School FC                 | 4–1    |
| 11.10.  | Queen of the South Wanderers FC – Stranraer FC | 6–0    |
| 11.10.  | Queen's Park FC – 19th Lanark RV               | 14–10  |
| 11.10.  | Renton FC – Lennox FC                          | 1–1    |
| 11.10.  | Rob Roy FC – Vale of Teith FC                  | 3–0    |
| 11.10.  | Shotts FC – Clarkston FC                       | 0–2    |
| 11.10.  | South Western FC – Athol FC                    | 9–0    |
| 11.10.  | Strathblane FC – Falkirk FC                    | 1–0    |
| 11.10.  | Strathmore FC – St Clement's FC                | w.o.   |
| 11.10.  | Third Lanark RV – Possil Bluebell FC           | 1–1    |
| 11.10.  | Thornliebank FC – 17th Renfrew RV              | 6–1    |
| 18.10.  | Ailsa FC – Rosslyn FC                          | 3–1    |
| 18.10.  | Heart of Midlothian FC – Brunswick FC          | [0]4–2 |
| 18.10.  | Kennishead FC – Cartvale FC                    | 5–0    |
| Omkampe |                                                |        |
| 18.10.  | Kilbirnie FC – Kilmarnock Athletic FC          | 1–0    |
| 25.10.  | Heart of Midlothian FC – Brunswick FC          | 2–1    |
| 25.10.  | Jordanhill FC – John Elder FC                  | 1–2    |
| 25.10.  | Lennox FC – Renton FC                          | [0]1–1 |
| 25.10.  | Third Lanark RV – Possil Bluebell FC           | 1–0    |

### Tredje runde
| Dato  | Kamp                                                 | Res.   |
| ----- | ---------------------------------------------------- | ------ |
| 1.11. | Arthurlie FC – Renfrew FC                            | 1–2    |
| 1.11. | Dumbarton FC – Renton FC                             | 5–0    |
| 1.11. | Jamestown FC – Lennox FC                             | [0]5–1 |
| 1.11. | Johnstone Athletic FC – Kennishead FC                | 3–1    |
| 1.11. | Kilbirnie FC – Ladywell FC                           | w.o.   |
| 1.11. | Mauchline FC – Portland FC                           | 0–0    |
| 1.11. | Parkgrove FC – Alexandria Athletic FC                | 6–2    |
| 1.11. | Plains Bluebell FC – Queen of the South Wanderers FC | w.o.   |
| 1.11. | Pollokshields Athletic FC – Northern FC              | 2–1    |
| 1.11. | Queen's Park FC – Partick FC                         | 5–1    |
| 1.11. | South Western FC – John Elder FC                     | 2–1    |
| 1.11. | Thornliebank FC – Barrhead Rangers FC                | 1–0    |
| 8.11. | Hamilton Academicals FC – Excelsior FC               | 7–1    |

| Dato    | Kamp                                    | Res. |
| ------- | --------------------------------------- | ---- |
| 8.11.   | Rob Roy FC – Edinburgh University FC    | 1–0  |
| 8.11.   | Third Lanark RV – Glasgow University FC | 1–1  |
| 15.11.  | Arbroath FC – Strathmore FC             | 6–1  |
| 15.11.  | Cambusland FC – Clarkston FC            | 4–2  |
| 15.11.  | Clyde F.C. – Ailsa FC                   | 6–1  |
| 15.11.  | Hibernian FC – Heart of Midlothian FC   | 2–1  |
| 15.11.  | Hurlford FC – Cumnock FC                | 1–0  |
| 15.11.  | Kirkintillock Athletic FC – Lennox FC   | 6–2  |
| 15.11.  | Strathblane FC – Campsie Glen FC        | 2–1  |
| Omkampe |                                         |      |
| 8.11.   | Portland FC – Mauchline FC              | 0–1  |
| 15.11.  | Third Lanark RV – Glasgow University FC | 6–0  |

### Fjerde runde
| Dato    | Kamp                                        | Res.   |
| ------- | ------------------------------------------- | ------ |
| 22.11.  | Dumbarton FC – Clyde F.C.                   | 11–00  |
| 22.11.  | Hibernian FC – Parkgrove FC                 | 2–2    |
| 22.11.  | Johnstone Athletic FC – Rob Roy FC          | 2–4    |
| 22.11.  | Kilbirnie FC – Hurlford FC                  | 1–1    |
| 22.11.  | Queen's Park FC – Strathblane FC            | 10–10  |
| 22.11.  | Renfrew FC – Pollokshields Athletic FC      | 1–2    |
| 22.11.  | South Western FC – Arbroath FC              | 4–0    |
| 22.11.  | Thornliebank FC – Possilpark FC             | 12–00  |
| 29.11.  | Cambuslang FC – Plains Bluebell FC          | 3–0    |
| 29.11.  | Mauchline FC – Hamilton Academicals FC      | 2–0    |
| 29.11.  | Third Lanark RV – Kirkintilloch Athletic FC | 5–1    |
| Omkampe |                                             |        |
| 29.11.  | Hurlford FC – Kilbirnie FC                  | [0]1–1 |
| 29.11.  | Parkgrove FC – Hibernian FC                 | [0]2–2 |

### Ottendedelsfinaler
På grund af det ulige antal hold var Third Lanark Rifle Volunteers oversidder i ottendedelsfinalerne og gik dermed videre til kvartfinalerne uden kamp.
| Dato   | Kamp                                      | Res.  |
| ------ | ----------------------------------------- | ----- |
| 20.12. | Dumbarton FC – Kilbirnie FC               | 6–2   |
| 20.12. | Mauchline FC – Hibernian FC               | 0–2   |
| 20.12. | Queen's Park FC – Hurlford FC             | 15–10 |
| 20.12. | South Western FC – Parkgrove FC           | 1–1   |
| 20.12. | Thornliebank FC – Rob Roy FC              | 12–00 |
| 27.12. | Pollokshields Athletic FC – Cambuslang FC | 4–0   |
| Omkamp |                                           |       |
| 27.12. | South Western FC – Parkgrove FC           | 3–2   |

### Kvartfinaler
På grund af det ulige antal hold var Queen's Park FC oversidder i kvartfinalerne og gik dermed videre til semifinalen uden kamp.
| Dato   | Kamp                                         | Res. |
| ------ | -------------------------------------------- | ---- |
| 3.1.   | Dumbarton FC – Hibernian FC                  | 6–2  |
| 3.1.   | Pollokshields Athletic FC – South Western FC | 6–1  |
| 3.1.   | Third Lanark RV – Thornliebank FC            | 1–1  |
| Omkamp |                                              |      |
| 10.1.  | Third Lanark RV – Thornliebank FC            | 1–2  |

### Semifinaler
| Dato  | Kamp                                        | Res. | Spillested                  |
| ----- | ------------------------------------------- | ---- | --------------------------- |
| 17.1. | Queen's Park FC – Dumbarton FC              | 1–0  | Hampden Park, Glasgow       |
| 17.1. | Thornliebank FC – Pollokshields Athletic FC | 2–1  | Deacon's Bank, Thornliebank |

### Finale
| Dato  | Kamp                              | Res. | Tilskuere | Spillested            |
| ----- | --------------------------------- | ---- | --------- | --------------------- |
| 21.2. | Queen's Park FC – Thornliebank FC | 3–0  | 7.000     | Cathkin Park, Glasgow |